# Emmauskerk (Heesch)
De Emmauskerk is een voormalige rooms-katholieke kerk in de Nederlandse plaats Heesch. De kerk was gewijd aan de Bijbelse plaats Emmaüs. 
De kerk is gebouwd ten tijde van de uitbreiding van Heesch met de wijk Heelwijk en geopend in 1968, om zo ook de Sint Petruskerk, later de Petrus Emmauskerk, te ontlasten. Daarvoor waren al plannen voor het stichten van een nieuwe parochie in Heesch, waarvoor zelfs al toestemming was gegeven vanuit het bisdom, maar dit werd nooit doorgezet tot in 1968. In februari 1966 werd begonnen met de bouw en op 21 december 1968 werd de kerk ingewijd door vicaris-generaal Van Laarhoven. De kerk had een strakke moderne uitstraling met centraal in de kerk de altaartafel. Door het teruglopende kerkgang werd besloten om de kerk in 1995 te sluiten en te slopen. Het carillon is in 2007 op ongeveer dezelfde plaats teruggezet. 